# Anthochóri (ort i Grekland, Epirus)
Anthochóri (Anthochori) är en ort i Grekland.   Den ligger i prefekturen Nomós Ioannínon och regionen Epirus, i den centrala delen av landet, 290 km nordväst om huvudstaden Aten. Anthochóri ligger 958 meter över havet och antalet invånare är 159.
Terrängen runt Anthochóri är kuperad österut, men västerut är den bergig. Anthochóri ligger nere i en dal.  Trakten runt Anthochóri är nära nog obefolkad, med mindre än två invånare per kvadratkilometer. Närmaste större samhälle är Metsovo, 5,9 km nordost om Anthochóri. Trakten runt Anthochóri består till största delen av jordbruksmark.